# 1954-es labdarúgó-világbajnokság (3. csoport)
Az 1954-es labdarúgó-világbajnokság 3. csoportjának mérkőzéseit június 16. és június 19. között játszották. A csoportban Ausztria, Csehszlovákia, Skócia és a világbajnoki címvédő Uruguay szerepelt.
Minden csapat két-két mérkőzést játszott, amolyan csonka lebonyolítási rendszerben. Pontegyenlőség esetén a második és a harmadik helyezett játszott még egyszer egymás ellen. Ha az első és a második helyezett között alakult ki pontegyenlőség, akkor sorsolással döntötték el a csoportelsőség kérdését. A csoportból Uruguay és Ausztria jutott tovább az első két helyen. A mérkőzéseken összesen 13 gól esett. 

## Végeredmény
| Csapat        | Pont | Mérk | Gy | D | V | G+ | G- | +/- |
| ------------- | ---- | ---- | -- | - | - | -- | -- | --- |
| Uruguay       | 4    | 2    | 2  | 0 | 0 | 9  | 0  | +9  |
| Ausztria      | 4    | 2    | 2  | 0 | 0 | 6  | 0  | +6  |
| Csehszlovákia | 0    | 2    | 0  | 0 | 2 | 0  | 7  | -7  |
| Skócia        | 0    | 2    | 0  | 0 | 2 | 0  | 8  | -8  |

- (Uruguay sorsolással lett csoportgyőztes)

## Mérkőzések

### Ausztria – Skócia
| 1954, június 16. 18: 00 (CET) |

| Ausztria   | 1–0               | Skócia |
| ---------- | ----------------- | ------ |
| Probst 33' | (1–0) Jegyzőkönyv |        |

| Hardturm stadion, Zürich Nézőszám: 25 000 Játékvezető: Laurent Franken (belga) Asszisztensek: Mário Vianna (brazil), Josef Gulde (svájci) |

| Ausztria | Skócia |

| GK                   | 1  | Kurt Schmied       |
| DF                   | 2  | Gerhard Hanappi    |
| DF                   | 3  | Ernst Happel       |
| DF                   | 4  | Leopold Barschandt |
| MF                   | 5  | Ernst Ocwirk       |
| MF                   | 6  | Karl Koller        |
| FW                   | 7  | Robert Körner      |
| FW                   | 8  | Walter Schleger    |
| FW                   | 19 | Robert Dienst      |
| FW                   | 10 | Erich Probst       |
| FW                   | 11 | Alfred Körner      |
| Szövetségi kapitány: |    |                    |
| Walter Nausch        |    |                    |

| GK                   | 1  | Fred Martin       |
| DF                   | 2  | Willie Cunningham |
| DF                   | 3  | Jock Aird         |
| DF                   | 5  | Tommy Docherty    |
| MF                   | 6  | Jimmy Davidson    |
| MF                   | 7  | Doug Cowie        |
| FW                   | 8  | John McKenzie     |
| FW                   | 12 | Willie Fernie     |
| FW                   | 11 | Neil Mochan       |
| FW                   | 10 | Allan Brown       |
| FW                   | 13 | Willie Ormond     |
| Szövetségi kapitány: |    |                   |
| Andy Beattie         |    |                   |

### Uruguay – Csehszlovákia
| 1954, június 16. 18: 00 (CET) |

| Uruguay                   | 2–0               | Csehszlovákia |
| ------------------------- | ----------------- | ------------- |
| Míguez 71' Schiaffino 84' | (0–0) Jegyzőkönyv |               |

| Wankdorfstadion, Bern Nézőszám: 20 000 Játékvezető: Arthur Ellis (angol) Asszisztensek: William Ling (angol), Werner Schicker (svájci) |

| Uruguay | Csehszlovákia |

| GK                   | 1  | Roque Máspoli     |
| DF                   | 2  | José Santamaría   |
| DF                   | 3  | William Martínez  |
| MF                   | 4  | Rodríguez Andrade |
| MF                   | 5  | Obdulio Varela    |
| MF                   | 17 | Luis Cruz         |
| FW                   | 7  | Julio Abbadie     |
| FW                   | 19 | Javier Ambrois    |
| FW                   | 9  | Óscar Míguez      |
| FW                   | 10 | Juan Schiaffino   |
| FW                   | 11 | Carlos Borges     |
| Szövetségi kapitány: |    |                   |
| Juan López           |    |                   |

| GK                   | 1  | Theodor Reimann    |
| DF                   | 2  | František Šafránek |
| DF                   | 13 | Jiří Hledík        |
| DF                   | 4  | Ladislav Novák     |
| MF                   | 5  | Jiří Trnka         |
| MF                   | 14 | Jan Hertl          |
| FW                   | 7  | Ladislav Hlaváček  |
| FW                   | 8  | Otto Hemele        |
| FW                   | 15 | Kacsányi László    |
| FW                   | 10 | Emil Pažický       |
| FW                   | 11 | Jiří Pešek         |
| Szövetségi kapitány: |    |                    |
| Borhy Károly         |    |                    |

### Uruguay – Skócia
| 1954, június 19. 16: 50 (CET) |

| Uruguay                                           | 7–0               | Skócia |
| ------------------------------------------------- | ----------------- | ------ |
| Borges 17' 47' 57' Míguez 30' 83' Abbadie 54' 85' | (2–0) Jegyzőkönyv |        |

| St. Jakob stadion, Bázel Nézőszám: 35 000 Játékvezető: Vincenzo Orlandini (olasz) Asszisztensek: Raymon Wyssling (svájci), Josef Gulde (svájci) |

| Uruguay | Skócia |

| GK                   | 1  | Roque Máspoli     |
| DF                   | 2  | José Santamaría   |
| DF                   | 3  | William Martínez  |
| MF                   | 4  | Rodríguez Andrade |
| MF                   | 5  | Obdulio Varela    |
| MF                   | 17 | Luis Cruz         |
| FW                   | 7  | Julio Abbadie     |
| FW                   | 19 | Javier Ambrois    |
| FW                   | 9  | Óscar Míguez      |
| FW                   | 10 | Juan Schiaffino   |
| FW                   | 11 | Carlos Borges     |
| Szövetségi kapitány: |    |                   |
| Juan López           |    |                   |

| GK                   | 1  | Fred Martin       |
| DF                   | 2  | Willie Cunningham |
| DF                   | 3  | Jock Aird         |
| DF                   | 5  | Tommy Docherty    |
| MF                   | 6  | Jimmy Davidson    |
| MF                   | 7  | Doug Cowie        |
| FW                   | 8  | John McKenzie     |
| FW                   | 12 | Willie Fernie     |
| FW                   | 11 | Neil Mochan       |
| FW                   | 10 | Allan Brown       |
| FW                   | 13 | Willie Ormond     |
| Szövetségi kapitány: |    |                   |
| Szövetségi bizottság |    |                   |

### Ausztria – Csehszlovákia
| 1954, június 19. 17: 00 (CET) |

| Ausztria                           | 5–0               | Csehszlovákia |
| ---------------------------------- | ----------------- | ------------- |
| Stojaspal 3' 65' Probst 4' 21' 24' | (4–0) Jegyzőkönyv |               |

| Hardturm stadion, Zürich Nézőszám: 25 000 Játékvezető: Vasa Stefanović (jugoszláv) Asszisztensek: Ernst Dörflinger (svájci), Josef Gulde (svájci) |

| Ausztria | Csehszlovákia |

| GK                   | 1  | Kurt Schmied       |
| DF                   | 2  | Gerhard Hanappi    |
| DF                   | 3  | Ernst Happel       |
| DF                   | 4  | Leopold Barschandt |
| MF                   | 5  | Ernst Ocwirk       |
| MF                   | 6  | Karl Koller        |
| FW                   | 7  | Robert Körner      |
| FW                   | 9  | Theodor Wagner     |
| FW                   | 21 | Ernst Stojaspal    |
| FW                   | 10 | Erich Probst       |
| FW                   | 11 | Alfred Körner      |
| Szövetségi kapitány: |    |                    |
| Walter Nausch        |    |                    |

| GK                   | 21 | Imrich Stacho      |
| DF                   | 2  | František Šafránek |
| DF                   | 3  | Svatopluk Pluskal  |
| DF                   | 4  | Ladislav Novák     |
| MF                   | 5  | Jiří Trnka         |
| MF                   | 14 | Jan Hertl          |
| FW                   | 7  | Ladislav Hlaváček  |
| FW                   | 8  | Otto Hemele        |
| FW                   | 15 | Kacsányi László    |
| FW                   | 10 | Emil Pažický       |
| FW                   | 17 | Tadeusz Kraus      |
| Szövetségi kapitány: |    |                    |
| Borhy Károly         |    |                    |